# Рэндалл, Лиза

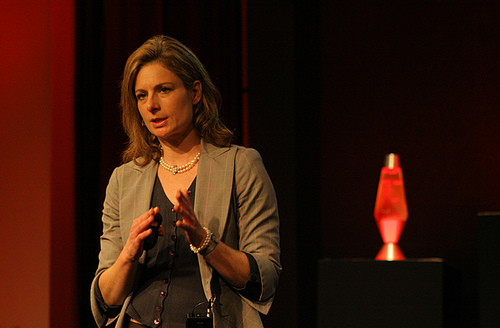
Лиза Рэндалл на конференции TED, 2006 год

Лиза Рэндалл (англ. Lisa Randall; род. 18 июня 1962 года, Нью-Йорк) — американский физик-теоретик. Известность получила своими работами в области теории струн. Наиболее значительным её достижением считается создание совместно с Раманом Сандрумом модели Рэндалл — Сандрума, опубликованной в 1999 году.
Доктор философии (1987), именной профессор Гарварда (Frank B. Baird, Jr. Professor of Science), член Национальной академии наук США (2008) и Американского философского общества (2010).

## Биография
В 1980 году окончила Стайвесантскую школу, где училась вместе с будущим струнным теоретиком и популяризатором науки Брайаном Грином.
Получила докторскую степень в области физики элементарных частиц в Гарварде в 1987 году.
Преподавала в MIT и Принстоне, прежде чем вернуться в Гарвард в 2001 году.
Член Американской академии искусств и наук (2004), феллоу Американского физического общества.
В 2007 году Лиза Рэндалл была включена в список 100 наиболее влиятельных людей года журнала «Time» (в разделе учёных и мыслителей).

## Награды и отличия
- Победитель конкурса поиска научных талантов памяти Вестингауза (Regeneron Science Talent Search[англ.]) (1980)
- Premio Caterina Tomassoni e Felice Pietro Chisesi[англ.] (2003)
- Klopsteg Memorial Award[англ.] (2006)
- Премия Элизабет А. Вуд[англ.] от Американской кристаллографической ассоциации (2007)
- Премия Юлия Эдгара Лилиенфельда (2007)
- Erna Hamburger Prize[англ.] (2010)
- Премия Эндрю Геманта (2012)
- Премия Юлиуса Весса (2015)
- Премия Сакураи (2019)
- Медаль Оскара Клейна (2019)